# Bous (Alemanya)
Eppelborn és un municipi del districte de Saarlouis a l'estat federat alemany de Saarland. Està situat tocant el riu Saar, aproximadament a 5 km al sud-est de Saarlouis i a 15 km a l'oest de Saarbrücken.